# Ossa (Berg)
Ossa (griechisch Όσσα, auch Κίσσαβος Kíssavos) ist der Name eines Berges in Ostthessalien. Der Berg liegt südöstlich des Tempetals und ist 1978 m hoch. Die Basis ist bewaldet, den Gipfel bildet eine kahle Felspyramide. Dicht unter dem Gipfel befindet sich eine Höhle, die den Nymphen geweiht war.